# The Promise (album, Mitch Ryder)
The Promise je studiové album Mitche Rydera, vydané v únoru 2012. Jedná se o jeho první album složené z nového materiálu od roku 1983, kdy vyšlo album Never Kick a Sleeping Dog, které produkoval John Mellencamp. Album produkoval Don Was.

## Seznam skladeb
| Pořadí         | Název                              | Autor                     | Délka |
| -------------- | ---------------------------------- | ------------------------- | ----- |
| 1.             | Thank You Mama                     | Levise                    | 5:26  |
| 2.             | The Promise                        | Levise                    | 5:45  |
| 3.             | One Hair                           | Levise                    | 4:39  |
| 4.             | Everybody Loses                    | Levise, McNell            | 4:44  |
| 5.             | My Heart Belongs To Me             | Levise, McNell            | 3:11  |
| 6.             | Crazy Beautiful                    | Levise                    | 3:54  |
| 7.             | Let's Keep Dancing                 | Levise                    | 4:15  |
| 8.             | If My Baby Don't Stop Cryin'       | Levise                    | 3:43  |
| 9.             | Get Real                           | Levise                    | 4:13  |
| 10.            | What Becomes of the Broken Hearted | Dean, Riser, Weatherspoon | 5:17  |
| 11.            | Junkie Love                        | Levise, McNell            | 4:47  |
| 12.            | The Way We Were                    | Levise                    | 3:17  |
| Celková délka: | Celková délka:                     | Celková délka:            | 53:11 |

## Obsazení
- Mitch Ryder
- Randy Jacobs – kytara
- Reggie McBride – baskytara
- Pat Leonard – klávesy, varhany
- Jamie Mahuberac – klávesy
- James Gadsen – bicí
- Michito Sánchez – perkuse
- William Levise – doprovodný zpěv
- Sweet Pea Atkinson – doprovodný zpěv
- Arnold McCuller – doprovodný zpěv